# 워쉬 (영화)
워쉬(The Wash)는 미국에서 제작된 DJ 푸 감독의 2001년 코미디 영화이다. 닥터 드레 등이 주연으로 출연하였다.

## 출연

### 주연
- 닥터 드레
- 스눕 독

### 조연
- 조지 월리스
- 앤젤 콘웰
- 토미 타이니 리스터

## 제작진
- 공동제작: 제레미아 사무엘즈
- 의상: 트레이시 화이트